# Сплюшка ринджанська
Сплюшка ринджанська (Otus jolandae) — вид совоподібних птахів родини совових (Strigidae). Ендемік Індонезії. Вид був відкритий у 2003 році і офіційно описаний у 2013 році.

## Опис

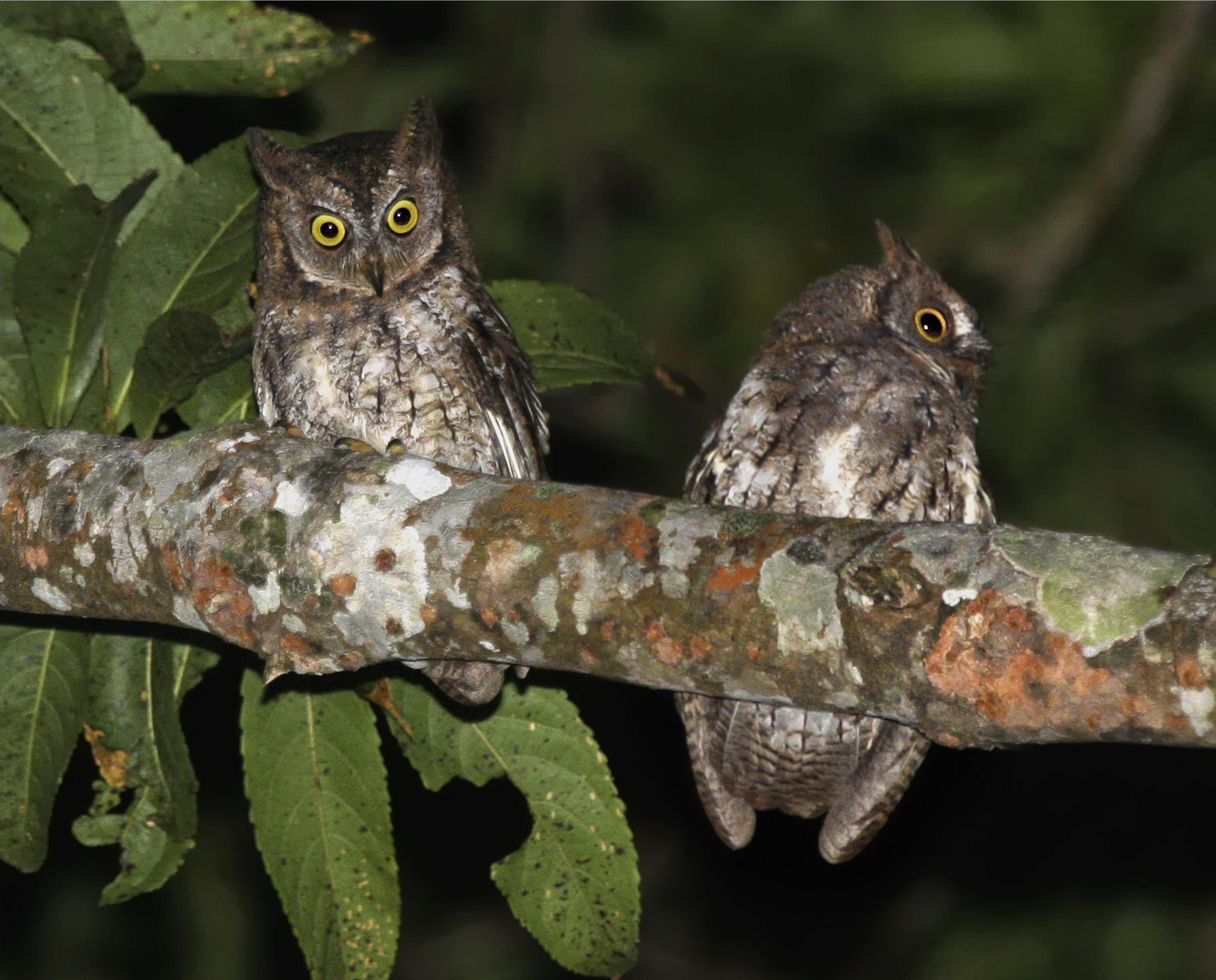
Ринджанські сплюшки

Довжина птаха становить 23 см. Довжина крила становить 148-157 мм, довжина хвоста 73-75 мм, довжина дзьоба 20-23 мм. Забарвлення переважно сірувато-коричневе, підборіддя і горло поцятковані білими і сірувато-коричневими смугами. Груди і боки поцятковані білими плямами, пера на них мають темні стрижні. Крила і хвіст коричневі, смугасті. Лицевий диск сірувато-коричневий з білими і темно-коричневими краями. На голові темно-сіро-коричневі пір'яні "вуха". Очі золотисті, лапи оперені, пальці жовтуваті. Голос — гучні посвисти.

## Поширення і екологія
Ринджанські сплюшки є ендеміками острова Ломбок в архіпелазі Малих Зондських островів. Вони живуть у вологих тропічних лісах, зокрема на схилах гори Ринджані, на висоті до 1350 м над рівнем моря.

## Збереження
МСОП класифікує стан збереження цього виду як близький до загрозливого. За оцінками дослідників, популяція ринджанських сплюшок становить від 2500 до 10000 дорослих птахів. Їм загрожує знищення природного середовища.